# Бєлухін Євген Миколайович
Євген Миколайович Бєлухін (рос. Евгений Николаевич Белухин; 20 серпня 1983, м. Саров, СРСР) — український/російський хокеїст, нападник. Виступає за «Сариарка» (Караганда) у Вищій хокейній лізі.  
Вихованець хокейної школи «Торпедо» (Нижній Новгород). Виступав за «Мотор» (Заволжя), «Торпедо» (Нижній Новгород), ХК «Саров», «Нафтовик» (Альметьєвськ), «Лада» (Тольятті), «Металург» (Новокузнецьк), «Донбас» (Донецьк).
В серпні 2013 року отримав українське громадянство. У складі національної збірної України учасник чемпіонату світу 2014 (дивізіон IА). 

## Досягнення
- Чемпіон Вищої ліги (2003)
- Чемпіон Універсіади (2011).